# Teorema di Babuška-Lax-Milgram
In matematica, il teorema di Babuška-Lax-Milgram è un risultato di analisi funzionale che generalizza il lemma di Lax-Milgram e fornisce le condizioni per cui una forma bilineare può essere "invertita" per mostrare l'esistenza e l'unicità di una soluzione debole per determinate condizioni al contorno.
Il teorema ha rilevanti applicazioni nella teoria delle equazioni differenziali alle derivate parziali, e anche in analisi numerica per lo studio del metodo degli elementi finiti.

## Introduzione
Nell'approccio tipico dell'analisi funzionale allo studio delle equazioni alle derivate parziali si utilizza frequentemente la struttura di spazio vettoriale dell'insieme delle possibili soluzioni, ad esempio spesso si ha a che fare con spazi di Sobolev. Si considerino due spazi normati {\displaystyle U} e {\displaystyle V} con i loro duali continui {\displaystyle U^{*}} e {\displaystyle V^{*}}, dove spesso {\displaystyle U} è lo spazio delle possibili soluzioni. Dato un operatore differenziale parziale {\displaystyle \Lambda :U\to V^{*}} ed una funzione conosciuta {\displaystyle f\in V^{*}}, l'obiettivo è trovare un vettore {\displaystyle u\in U} tale che:
{\displaystyle \Lambda u=f}
Nella formulazione debole si richiede che questa equazione valga soltanto anche per tutti gli altri elementi di {\displaystyle V}. Per "testare" queste funzioni si utilizza una forma bilineare {\displaystyle B:U\times V\to \mathbb {R} } che "codifica" l'operatore differenziale in modo che una soluzione al problema debole si ottiene trovando {\displaystyle u\in U} tale che:
{\displaystyle B(u,v)=\langle f,v\rangle \qquad \forall v\in V}
Per ottenere il risultato del 1954 di Lax e Milgram bisogna fare in modo, specificando sufficienti condizioni al contorno, che tale formulazione debole abbia una soluzione unica e che dipende con continuità dalla funzione data {\displaystyle f\in V^{*}}. Nello specifico, {\displaystyle U=V} deve essere uno spazio di Hilbert e {\displaystyle B} è una funzione continua e fortemente coercitiva, cioè:
{\displaystyle |B(u,u)|\geq c\|u\|^{2}}
per qualche costante {\displaystyle c>0} e per ogni {\displaystyle u\in U}.
Ad esempio, nella soluzione dell'equazione di Poisson su un dominio aperto e limitato {\displaystyle \Omega \in \mathbb {R} ^{n}}:
{\displaystyle {\begin{cases}-\Delta u(x)=f(x)&x\in \Omega \\u(x)=0&x\in \partial \Omega \end{cases}}}
lo spazio {\displaystyle U} può essere preso come lo spazio di Sobolev {\displaystyle H_{0}^{1}(\Omega )} con duale {\displaystyle H^{-1}(\Omega )}. La forma bilineare {\displaystyle B} associata a {\displaystyle -\Delta } è il prodotto interno in {\displaystyle L^{2}} delle derivate:
{\displaystyle B(u,v)=\int _{\Omega }\nabla u(x)\cdot \nabla v(x)\,\mathrm {d} x}
Quindi la formulazione debole dell'equazione di Poisson, data {\displaystyle f\in L^{2}}, è trovare {\displaystyle u_{f}} tale che:
{\displaystyle \int _{\Omega }\nabla u_{f}(x)\cdot \nabla v(x)\,\mathrm {d} x=\int _{\Omega }f(x)v(x)\,\mathrm {d} x\qquad \forall v\in H_{0}^{1}(\Omega )}

## Enunciato
Nel 1971 Babuška dimostrò la seguente generalizzazione della prima formulazione del lemma di Lax-Milgram, che comincia col fornire la richiesta che {\displaystyle U} e {\displaystyle V} siano due spazi di Hilbert reali e {\displaystyle B:U\times V\to \mathbb {R} } una forma bilineare continua. Sia inoltre {\displaystyle B} debolmente coercitiva, ovvero per una costante {\displaystyle c>0} e per tutti gli {\displaystyle u\in U} si verifica:
{\displaystyle \sup _{\|v\|=1}|B(u,v)|\geq c\|u\|}
e, per {\displaystyle 0\neq v\in V} si ha:
{\displaystyle \sup _{\|u\|=1}|B(u,v)|>0}
Allora, per tutte le funzioni {\displaystyle f\in V^{*}} nel duale {\displaystyle V^{*}} di {\displaystyle V} esiste un'unica soluzione {\displaystyle u=u_{f}\in U} alla formulazione debole del problema:
{\displaystyle B(u_{f},v)=\langle f,v\rangle \qquad \forall v\in V}
Inoltre, la soluzione dipende con continuità da {\displaystyle f}:
{\displaystyle \|u_{f}\|\leq {\frac {1}{c}}\|f\|}